# Goethestraße 11 (Mönchengladbach)

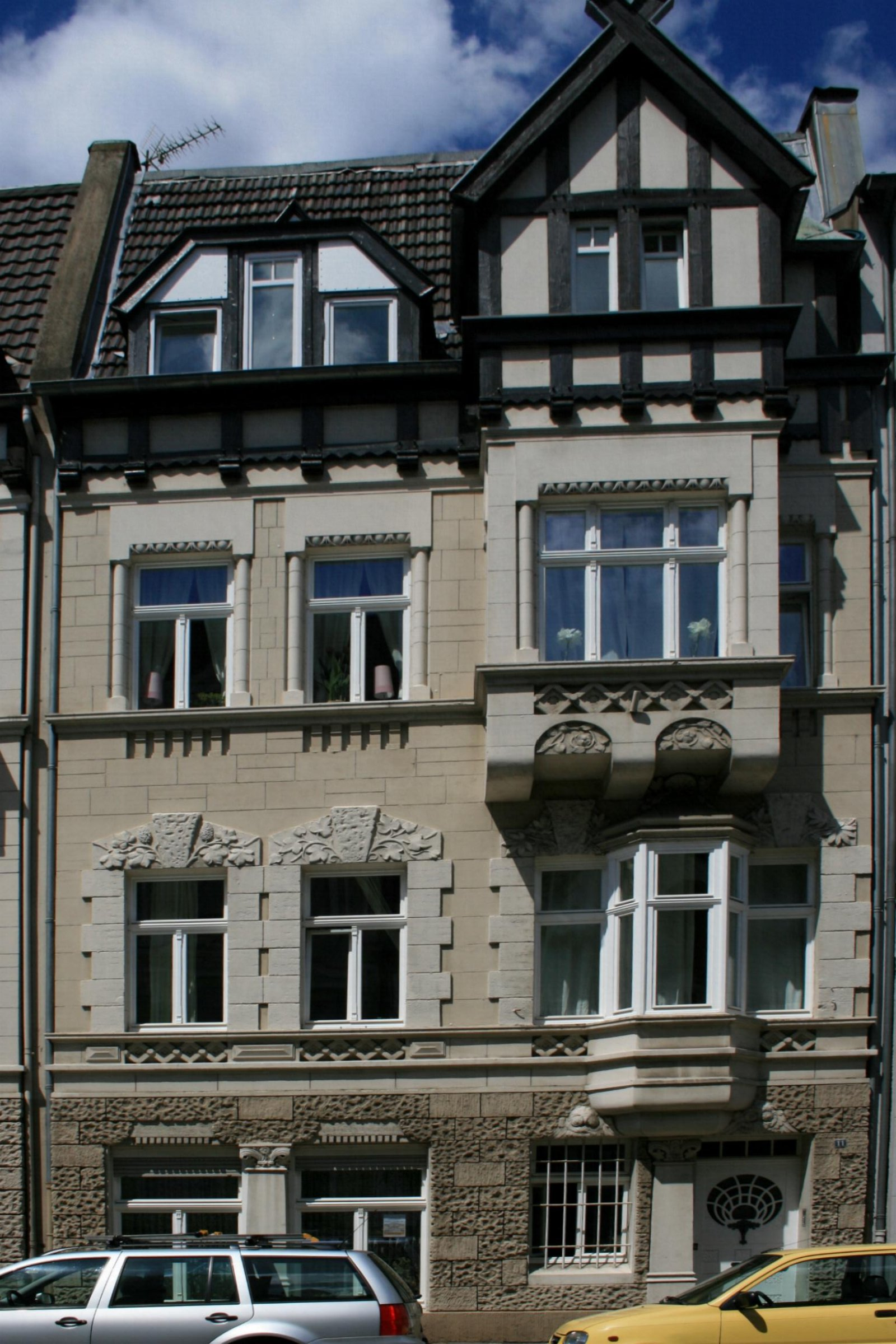
Wohnhaus (2010)

Das Wohnhaus Goethestraße 11 steht in Mönchengladbach (Nordrhein-Westfalen).
Das Gebäude wurde nach 1900 erbaut. Es ist unter Nr. G 035 am 27. Februar 1991 in die Denkmalliste der Stadt Mönchengladbach eingetragen worden.

## Lage
Die Goethestraße ist ein um die Jahrhundertwende erbautes Wohngebiet südwestlich der Eickener Straße.

## Architektur
Es handelt sich um ein traufständiges, dreigeschossiges, differenziert mehrachsiges Wohnhaus unter Mansarddach mit Erker im ersten und zweiten Obergeschoss sowie Zwerchhaus.